# Tostat
Tostat é uma comuna francesa na região administrativa de Occitânia, no departamento dos Altos Pirenéus. Estende-se por uma área de 6,27 km². Em 2010 a comuna tinha 550 habitantes (densidade: 87,7 hab./km²).